# Liste der bosnisch-herzegowinischen Botschafter in Osttimor

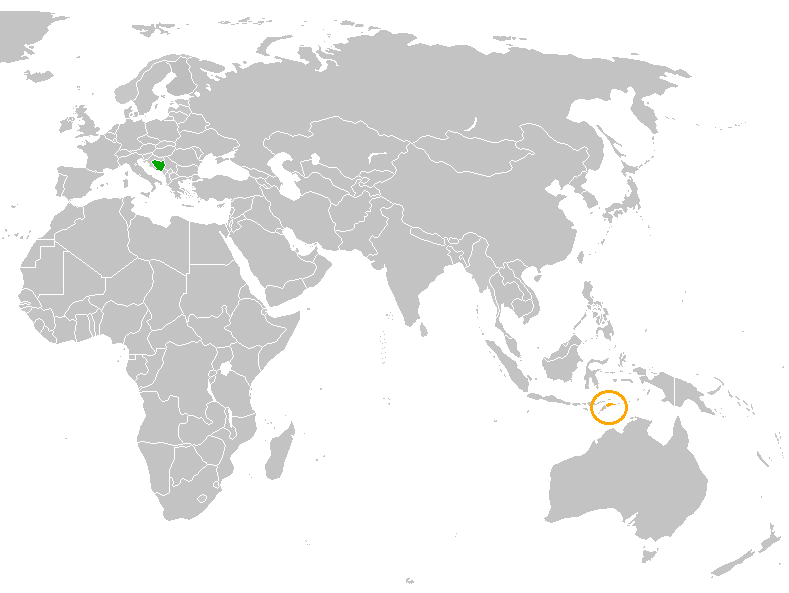
Bosnien-Herzegowina (grün) und Osttimor (orange)

Diese Liste führt die bosnisch-herzegowinischen Botschafter in Osttimor auf.

## Hintergrund
Die beiden Länder nahmen am 22. März 2005 diplomatische Beziehungen auf. Der Botschafter Bosnien und Herzegowinas in Osttimor hat seinen Sitz im indonesischen Jakarta.

## Liste der Botschafter

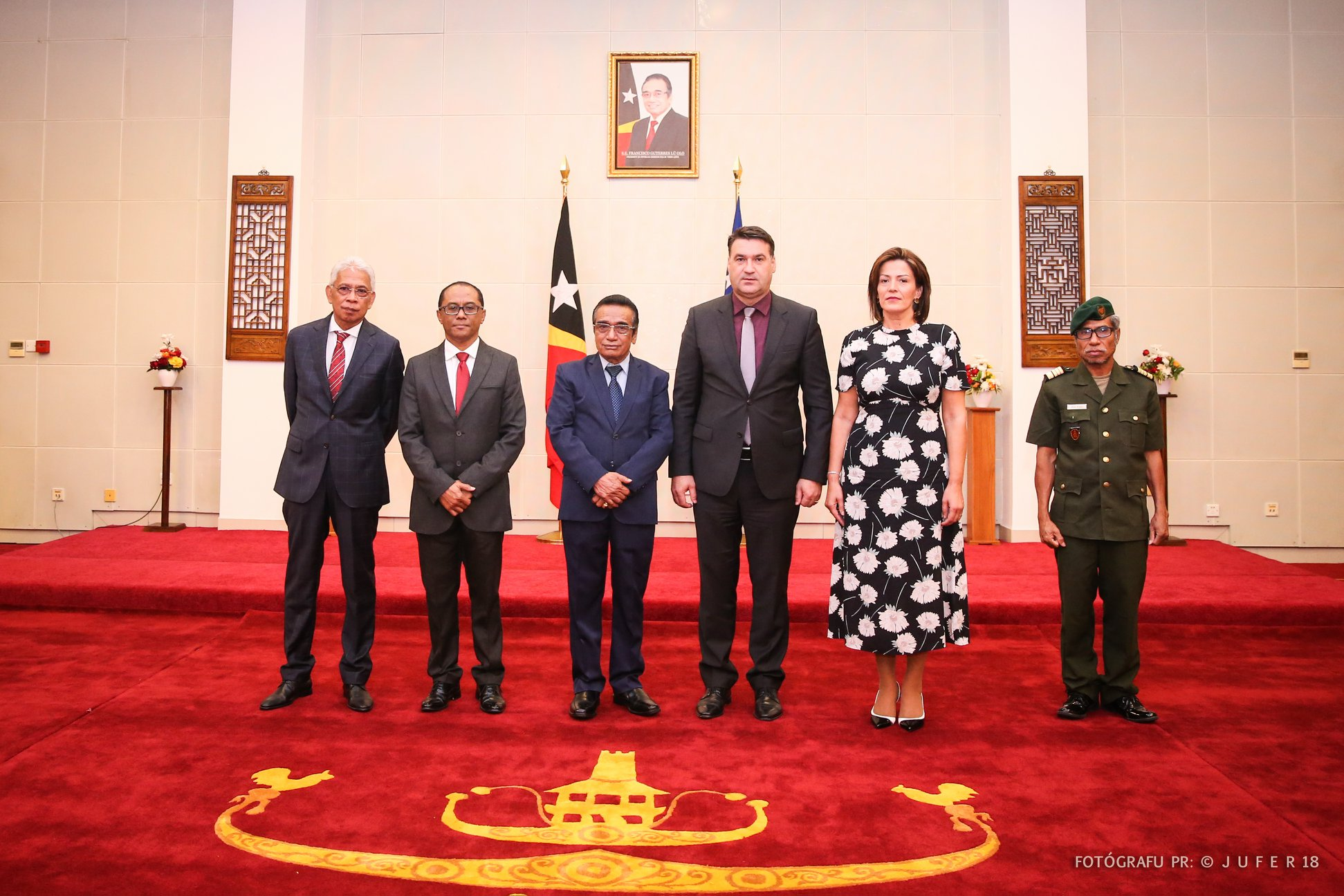
Botschafter Mehmed Halilović mit Präsident Francisco Guterres (2019)

| ?                |           |                                    |
| Mohammed Cenic   | 2016–2018 | Akkreditierung: 27. September 2016 |
| Mehmed Halilović | 2019–2024 | Akkreditierung: 15. Oktober 2019   |
| Armin Limo       | seit 2025 | Akkreditierung: 19. Februar 2025   |